# Babyn-Saritschnyj
Babyn-Saritschnyj (ukrainisch Бабин-Зарічний; russisch Бабин-Заречный Babin-Saretschny, polnisch Babin Zarzeczny) ist ein Dorf im Norden der ukrainischen Oblast Iwano-Frankiwsk mit etwa 240 Einwohnern (2001).

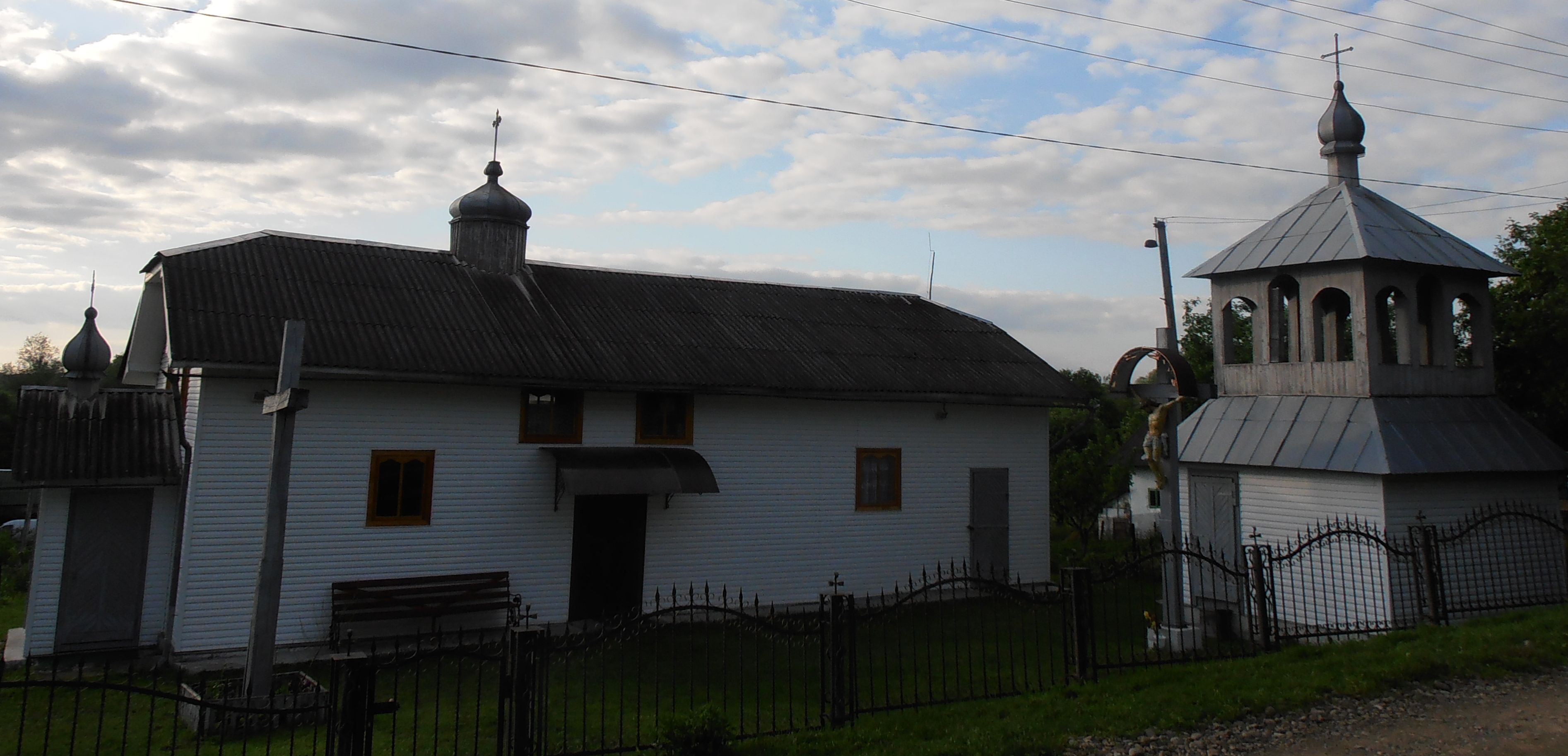
Sankt-Demetrius-Kirche im Dorf

Das erstmals 1550 schriftlich erwähnte Dorf liegt am rechten Ufer der Limnyzja, einem rechten Nebenfluss des Dnister, 4 km nordöstlich vom Gemeindezentrum Wistowa, 15 km östlich vom Rajonzentrum Kalusch und 27 km nordwestlich vom Oblastzentrum Iwano-Frankiwsk.
Südlich des Dorfes verläuft die Fernstraße N 10.
Am 19. September 2019 wurde das Dorf ein Teil der neu gegründeten Stadtgemeinde Kalusch im Rajon Kalusch, bis dahin gehörte es zur Landratsgemeinde Wistowa im Osten des Rajons.

## Söhne und Töchter der Ortschaft
Der k.u.k. Feldmarschallleutnant und polnische General Tadeusz Rozwadowski kam am 19. Mai 1866 im Ort zur Welt und am  30. Juni 1880 (anderen Quellen nach am 30. Juli) kam im Dorf der 1937 in Sandarmoch hingerichtete Politiker, Diplomat, Schriftsteller, Übersetzer, Rechtsanwalt, Biograf, Literatur- und Theaterkritiker Mychajlo Losynskyj zur Welt. Losynskyj war im März und April 1919 Außenminister der Westukrainischen Volksrepublik.